# Mezuzah
En mezuzah (flertal "mezuzot") er en lille beholder, der i jødiske hjem monteres på  dørkarme til rum, hvor der spises, bedes eller soves. I beholderen er et stykke pergament, en "klaf", hvor de to første stykker af shema-bønnen er skrevet med særligt blæk. Det er befalet jøder i Torah at sætte mezuzot op. Grunden er historien om udgangen fra slaveriet i Egypten. Da Gud sendte den 10. af de ti plager, nemlig død over egypternes førstefødte drenge, skulle dødsenglen kunne se forskel på jødiske og egyptiske hjem, så jødiske førstefødte ikke blev dræbt. Gud befalede jøderne at slagte et lam og smøre dets blod op på dørkarmene. Dødsenglen passerede (på hebraisk "pasach") de jødiske hjem. Deraf kommer navnet "Pesach" for den jødiske påskefest, der fejrer udgangen af Egypten.